# しんきん大阪ゼロネット
しんきん大阪ゼロネット（しんきんおおさかゼロネット）は、大阪府内に本店を置く各信用金庫相互間におけるATM・CD利用手数料無料提携サービスのことである。

## 概要
これまで大阪府内の各信用金庫ではしんきんATMゼロネットサービスとして、特定の時間内においてATM入出金手数料を無料で提供してきた。ところが2007年10月1日に発足したゆうちょ銀行の誕生によって危機感を持つ様になった他、同じ大阪府内に本店を置くりそな銀行や近畿大阪銀行もATM手数料完全無料化に踏み切ったことから、各信金もこれに対抗し時間を気にせずに気軽に利用して欲しいと言う観点から、府内に本店を置く信金相互間に限ってATM利用手数料を完全無料化する「しんきん大阪ゼロネット」を開始することになった。

## 対象金融機関
- 大阪シティ信用金庫
- 大阪信用金庫
- 北おおさか信用金庫
- 大阪厚生信用金庫
- 大阪商工信用金庫
- 永和信用金庫
- 枚方信用金庫

## 利用時間と手数料
- 各対象信用金庫ATM利用時間内で、全時間帯による入金・出金・カード振込：無料

各信用金庫のATMによっては稼働時間帯がそれぞれ異なる。利用時間帯等については各信金のホームページ等で参照のこと。
なお、キャッシュカード振込の場合は、他に各信金所定の振込手数料が別途かかる。

### 対象ATM
- 上記対象信用金庫が単独で設置しているATM。

上記に該当するATMは「しんきん大阪ゼロネット」のステッカーが貼られている。
また、大阪府外では以下のATMが対象となる。
- 大阪信用金庫
  - 尼崎支店（兵庫県尼崎市）
- 北おおさか信用金庫 
  - 尼崎支店（兵庫県尼崎市）
  - 立花支店（兵庫県尼崎市）
  - 伊丹支店（兵庫県伊丹市）
  - 尼崎西支店（兵庫県尼崎市）

### 対象外となるパターン
各参加信用金庫のキャッシュカードを大阪府外に本店を置く信用金庫ATMによる入出金に関しては、これまで通りしんきんATMゼロネットサービスが適用され、取引の都度に、時間帯によっては平日・土曜の一部時間帯（一部の信金では土曜の全時間帯）及び日曜・休日の全時間帯にて時間外手数料が生じる。

## 備考
- 通帳利用取引による利用はそれぞれの自金庫ATMのみとなる。

## 沿革
- 2008年（平成20年）6月2日 - サービスを開始。